# Schloss Dornach

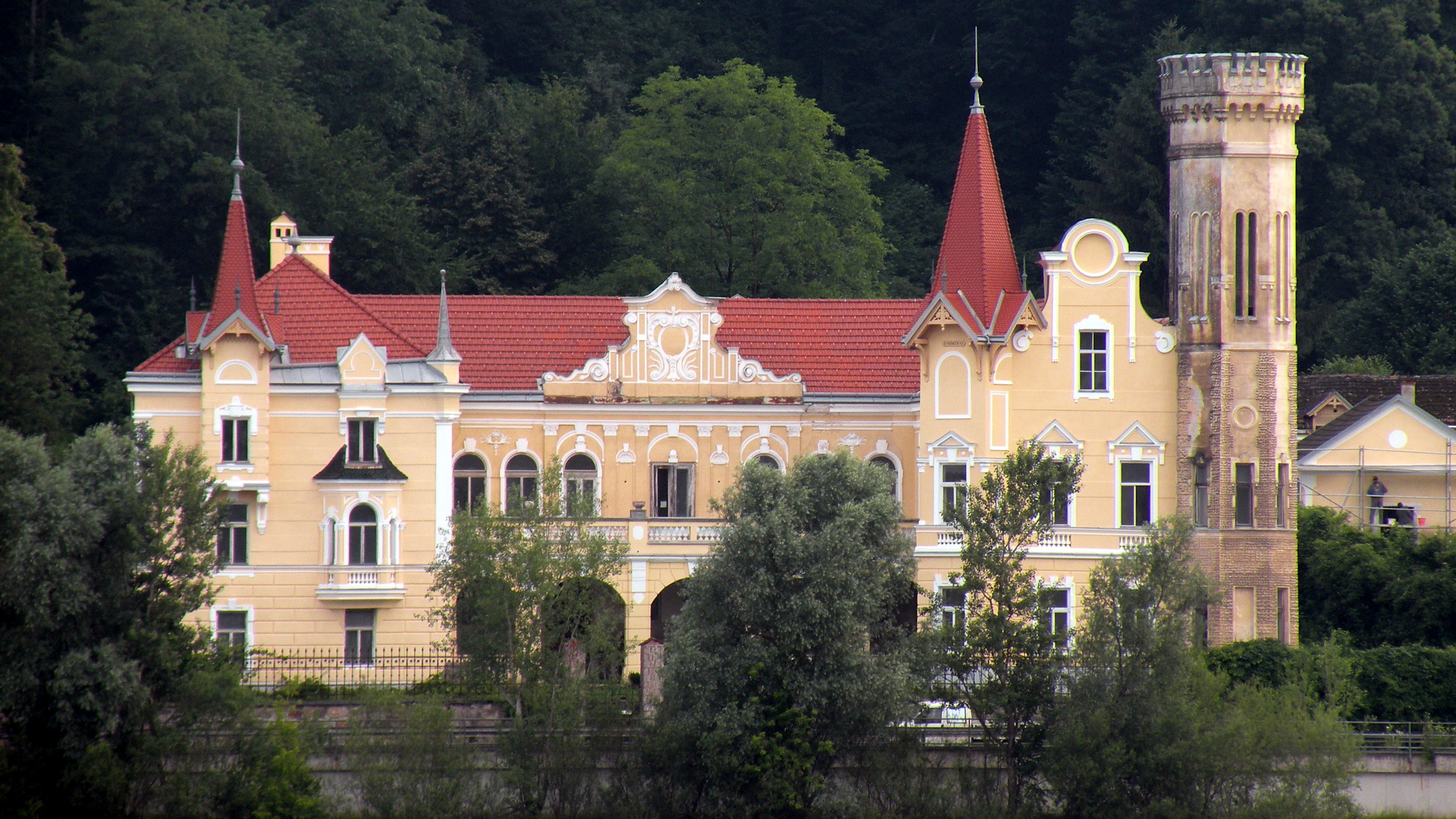
Schloss Dornach

Schloss Dornach ist ein direkt an der Donau gelegenes Schloss in der Gemeinde Saxen im Bezirk Perg im Unteren Mühlviertel in Oberösterreich.

## Beschreibung
Ursprünglich stand an der Stelle ein bereits 1455 erstmals urkundlich erwähnter Gutshof, der dem Großvater von Frida Strindberg, Cornelius Reischl, gehörte, der diesen 1890 an Maria Theresia Prinzessin von Thurn und Taxis verkaufte, die ihn zum Schloss umbaute. Weitere Eigentümer waren die Familie Bragança, Viktor von Offermann, Robert Koller und Familie Taubländer. 2003 erwarben die Familien Gschösser und Ebenbichler (aus Tirol) das Schloss und begannen mit der umfangreichen Renovierung.
Der neobarocke Bau ist mit Elementen verschiedener Stilepochen bereichert. Der Turm an der Ostecke ist achteckig und mit Zinnen versehen. Die zwischen zwei Gebäudeteilen vorgezogene Terrasse wird von einer Pfeilerarkade getragen. Im Obergeschoß sind Stuckdecken der Neorenaissance bzw. des Neobarock zu sehen.
Vorübergehend lebten im Jahr 1893 der schwedische Dichter August Strindberg und seine damalige Ehefrau Frida Strindberg im Schloss Dornach.

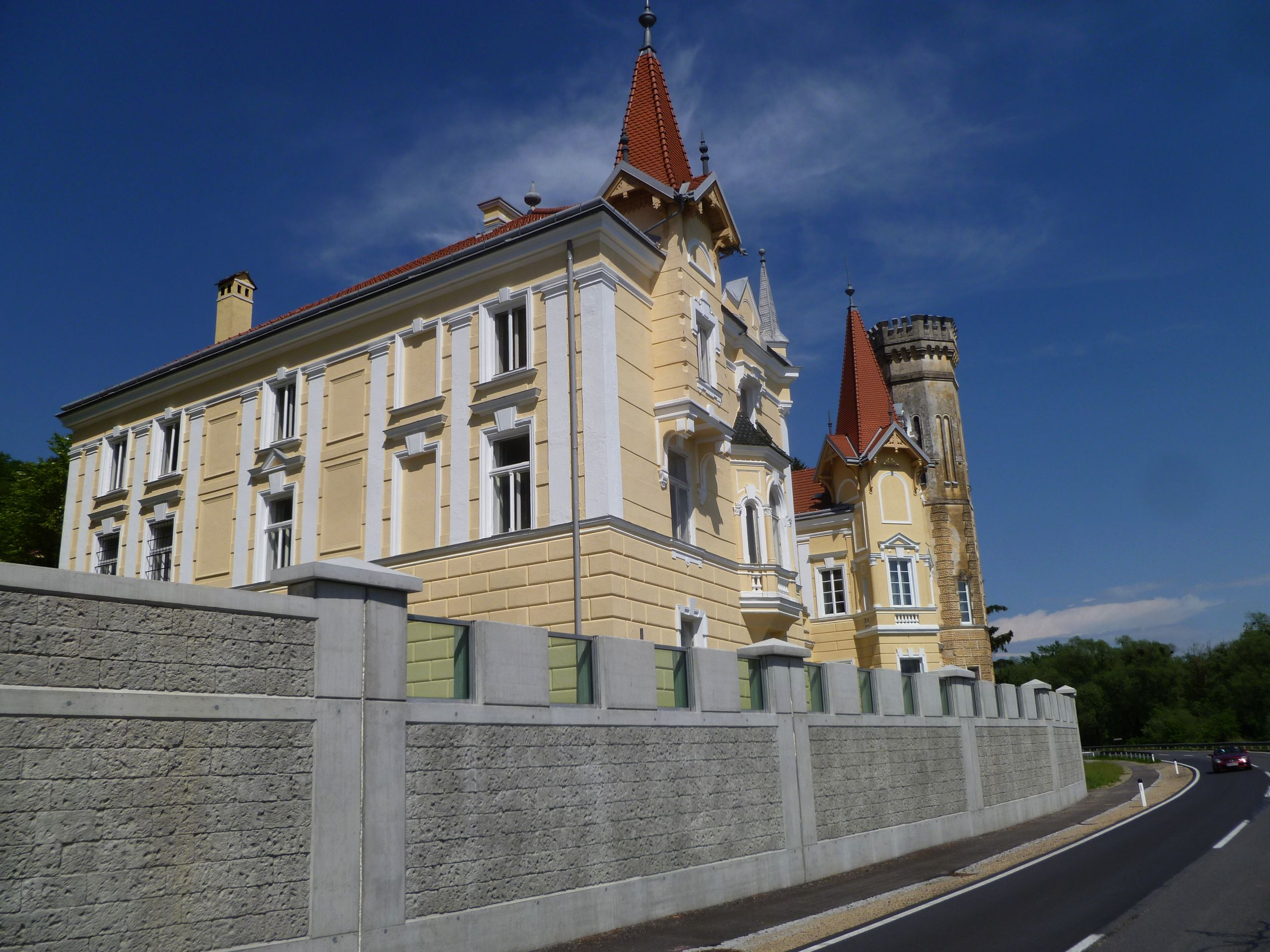
Schloss Dornach
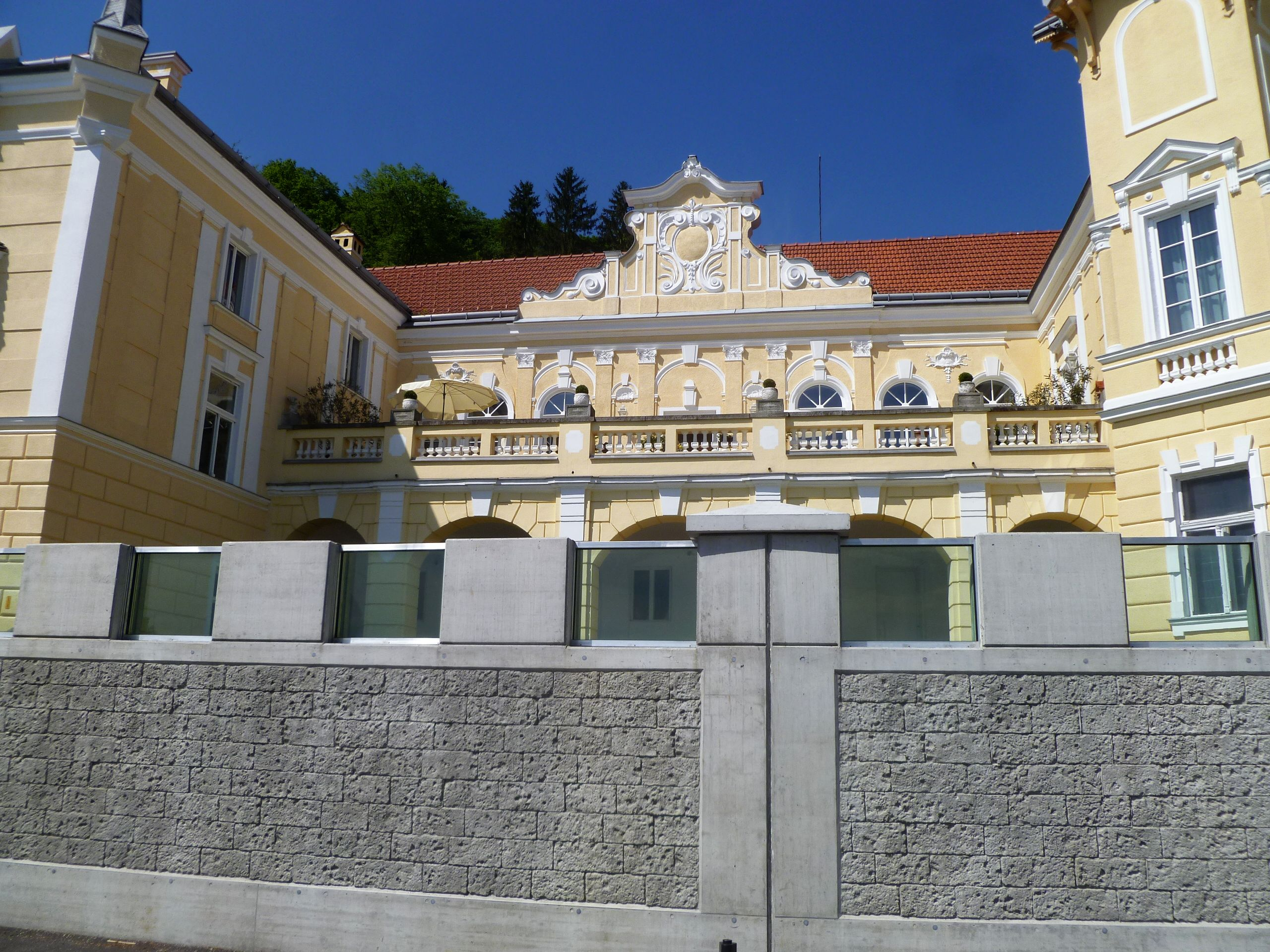
Mittelrisalit
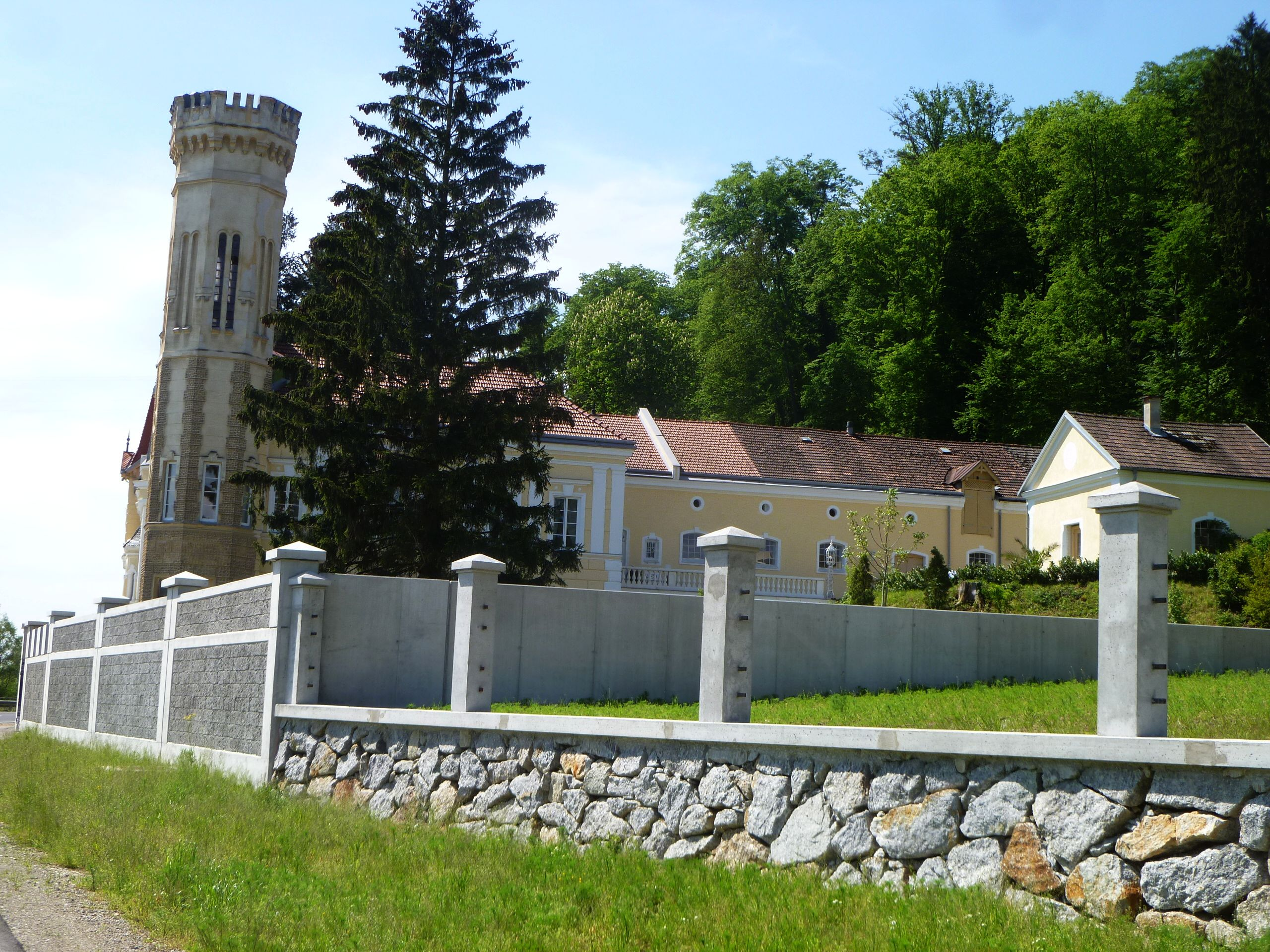
Turm und Wirtschaftsgebäude
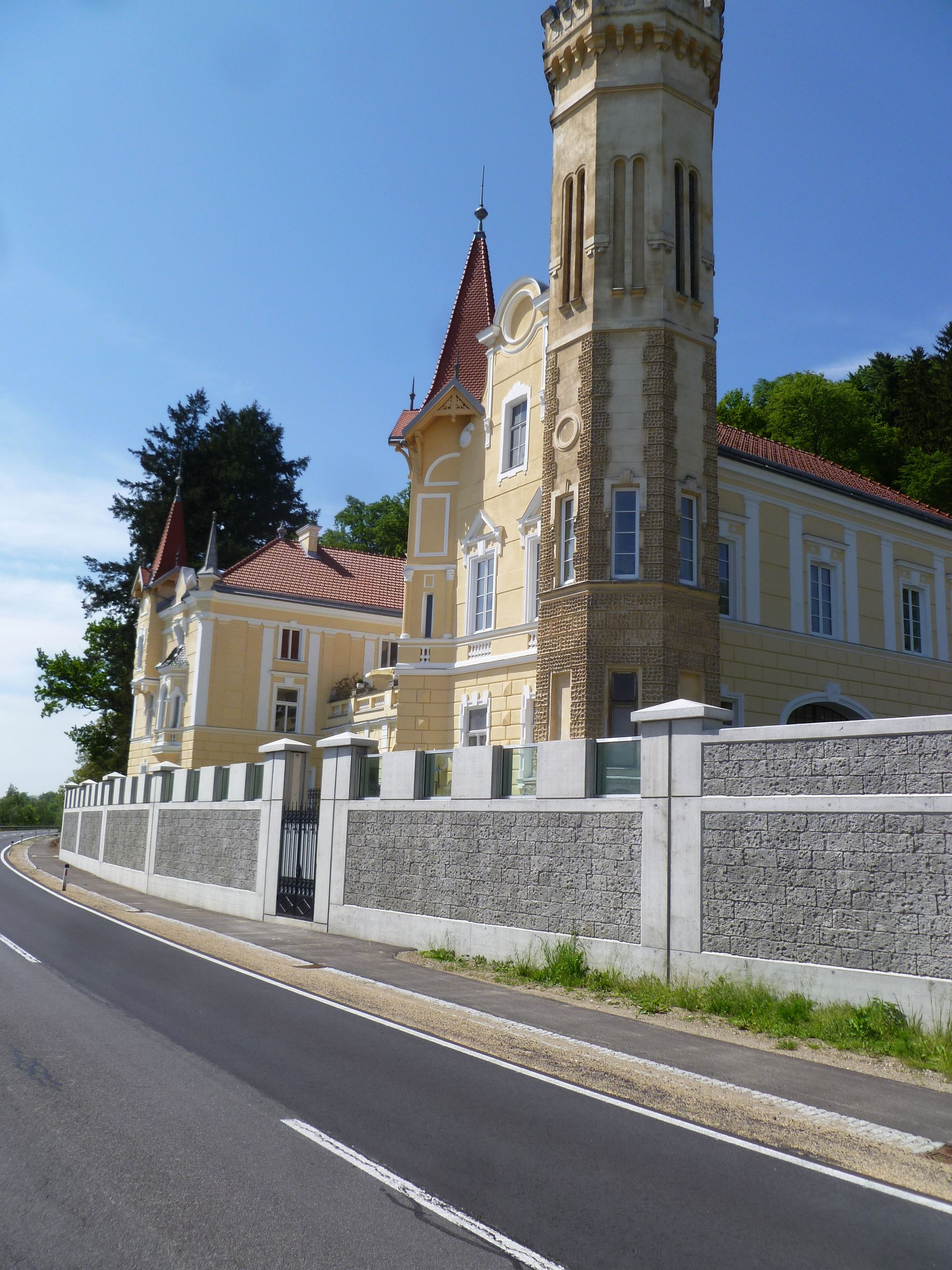
Eckturm

2010 wurde das Schloss Veranstaltungsort des Vereins Grenzfluss unter anderem mit den Niederösterreichischen Künstlertagen, einer Begleitveranstaltung der ober- und niederösterreichischen Ausstellung „Donau.Fluch&Segen“ und der Eröffnungsveranstaltung des Grenzfluss-Worldjazz-Festivals mit Intendant Peter Madsen.